# 臼部
臼部（）は、漢字を部首により分類したグループの一つ。
康熙字典214部首では134番目に置かれる（6画の17番目、未集の17番目）。

## 概要
臼部は『説文解字』の臼部と𦥑部、舁部を統合したものであり、「臼」「𦥑」の2つの偏旁を構成要素とする漢字を収めている。
「臼」字は米をつくための器具である臼を意味し、器具内部に米粒が残っている様子に象る。偏旁の意符としては臼に関することを示す。声符としてはキウといった音を表す。
「𦥑」字（字音はキョク、jú）は両手をこまねくことを意味し、上から伸びた両手の形に象っている。偏旁の意符としては両手の動作に関することを示す。また「與」（「与」の旧字）のように下から伸びた両手の形である「廾」を伴い、「舁」字（字音はヨ、ともにかつぐの意）の変形となっていることが多く、これは二人の人間の手で何かすることを表している。
「興」字は伝統的にはこの臼部に属するが、部首が分かりにくい例の一つなので、現代中国の部首分類法の一つである「GB13000.1字符集漢字部首帰部規範」では、分かりやすいように字形による一定の規則で部首を決定できるようになっており、それによれば「興」は八部に属し、また教育漢字辞典でもそうしている場合がある。また「舊」（「旧」の旧字体）については音符であるが、隹部ではなくこの部に収められている。

## 部首の通称
- 日本：うす
- 韓国：절구구부（jeolgu gu bu、うすの臼部）
- 英米：Radical mortar

## 部首字
臼
- 中古音
  - 広韻 - 其九切、有韻、上声
  - 詩韻 - 有韻、上声
  - 三十六字母 - 群母
- 現代音
  - 普通話 - ピンイン：jiù 注音：ㄐㄧㄡˋ ウェード式：chiu4
  - 広東語 - Jyutping:kau5 イェール式:kau5
- 日本語 - 音：キュウ（キウ）（漢音） 訓：うす
- 朝鮮語 - 音：구(gu) 訓：절구（jeolgu、うす）

小篆

## 例字
- 臼
  - 3:臿、5:舂、7:舅、11:舊（旧→日部）
- 𦥑
  - 4:舁、7:舃、8:與（与→一部）、10:興